# Carl Eduard Schünemann (Verleger, 1855)
Carl Eduard Schünemann (* 6. Juni 1855 in Bremen; † 13. Januar 1921 ebenda) war ein deutscher Buch- und Zeitungsverleger.
Der Enkel des Verlagsgründers Carl Heinrich Schünemann (1780–1835) trat 1880 zunächst als Teilhaber in den Schünemann Verlag ein und übernahm fünf Jahre später die alleinige Leitung. Er modernisierte und vergrößerte das Familienunternehmen, u. a. durch Einführung des Rotationsdruckverfahrens bei den Bremer Nachrichten, später auch bei der im gleichen Haus erscheinenden, eher überregional ausgerichteten Weser-Zeitung. 
Die Buchsparte positionierte er als führenden Verlag für Kultur und niederdeutsche Literatur und gab mit der Zeitschrift Niedersachsen der Heimatliteratur eine Plattform und gewann damit zahlreiche niederdeutsche Schriftstellerinnen und Schriftsteller wie Alma Rogge, Hermann Löns und Georg Droste für den Verlag. Bildbände mit regionalem Bezug ergänzten das Programm. Hinzu kamen amtliche und halbamtliche Schriften wie das bremische Staats-Handbuch der freien Hansestadt Bremen oder das Bremer Adressbuch.
Carl Eduard Schünemann ist der Namensgeber der heutigen Carl Ed. Schünemann KG. Seine Söhne  Carl Eduard Schünemann II (1894–1980) und Walther Schünemann (1896–1974) leiteten in seiner Nachfolge  das Unternehmen in der vierten Generation.
Schünemann wurde auf dem Riensberger Friedhof in Bremen beigesetzt.